# Rosette Batarda Fernandes
Rosette Mercedes Saraiva Batarda (Redondo, 10 gennaio 1916 – Alentejo, 28 maggio 2005) è stata una botanica portoghese.

## Biografia
Si è laureata nel 1941 in Scienze Biologiche presso l'Università di Lisbona. Nel giugno dello stesso anno, frequentando un Congresso di Scienze Naturali a Lisbona, ha incontrato Abilio Fernandes che diventò suo marito. Dopo essersi stabiliti a Coimbra, nel mese di agosto 1941 assunse la carica di direttore del museo dell'Università. Nel novembre 1947 è stata nominata naturalista di questa istituzione e vi rimase per il resto della sua carriera. Tra il 1944 e il 1991, ha preso parte a 41 congressi internazionali tra Spagna, Francia, Regno Unito, Svezia e Portogallo. 
Ha pubblicato ben 250 lavori principalmente nel campo della sistematica delle piante e descrivendo oltre cinquanta taxa.
A Rosette Batarda Fernandes sono state dedicate diverse specie tra cui Marsilea batardae Launer.

## Alcune opere
1. ↑  (PT) Rosette Mercedes Saraiva Batarda Fernandes, su Flora Iberica. URL consultato il 22 marzo 2013.

| R.Fern. è l'abbreviazione standard utilizzata per le piante descritte da Rosette Batarda Fernandes. Consulta l'elenco delle piante assegnate a questo autore dall'IPNI. |

| Controllo di autorità | VIAF (EN) 54442788 · ISNI (EN) 0000 0000 7996 6166 · LCCN (EN) n83231987 · GND (DE) 1057469327 · BNF (FR) cb15101699t (data) · J9U (EN, HE) 987010649122205171 |